# Polistes snelleni
Polistes snelleni är en getingart som beskrevs av Henri Saussure 1862. Polistes snelleni ingår i släktet pappersgetingar, och familjen getingar. Inga underarter finns listade i Catalogue of Life.